# Арабистика
Араби́стиката е научна област, изучаваща арабски език, литературата и културата на арабите и арабските страни.
Освен арабския литературен (книжовен/стандартен) език изучава също неговата история, разновидности и разговорни диалекти (като египетски арабски), литературата на тях, а също и изкуство, религия, философия, етнография, история, икономика, паметниците на материалната и духовна култура на арабските страни.